# Théo Lefèvre

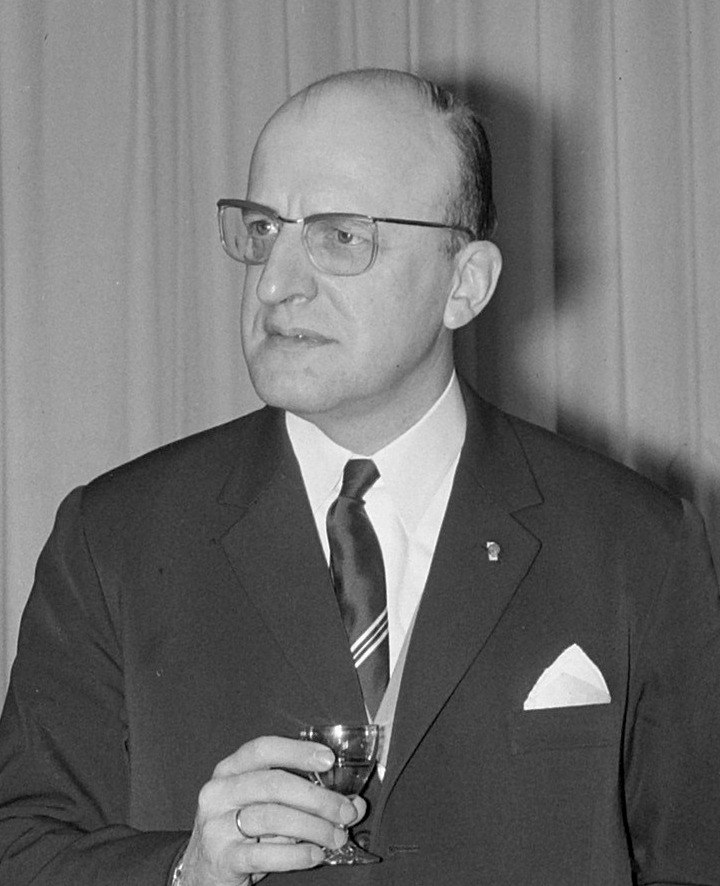
Théo Lefèvre, 1964

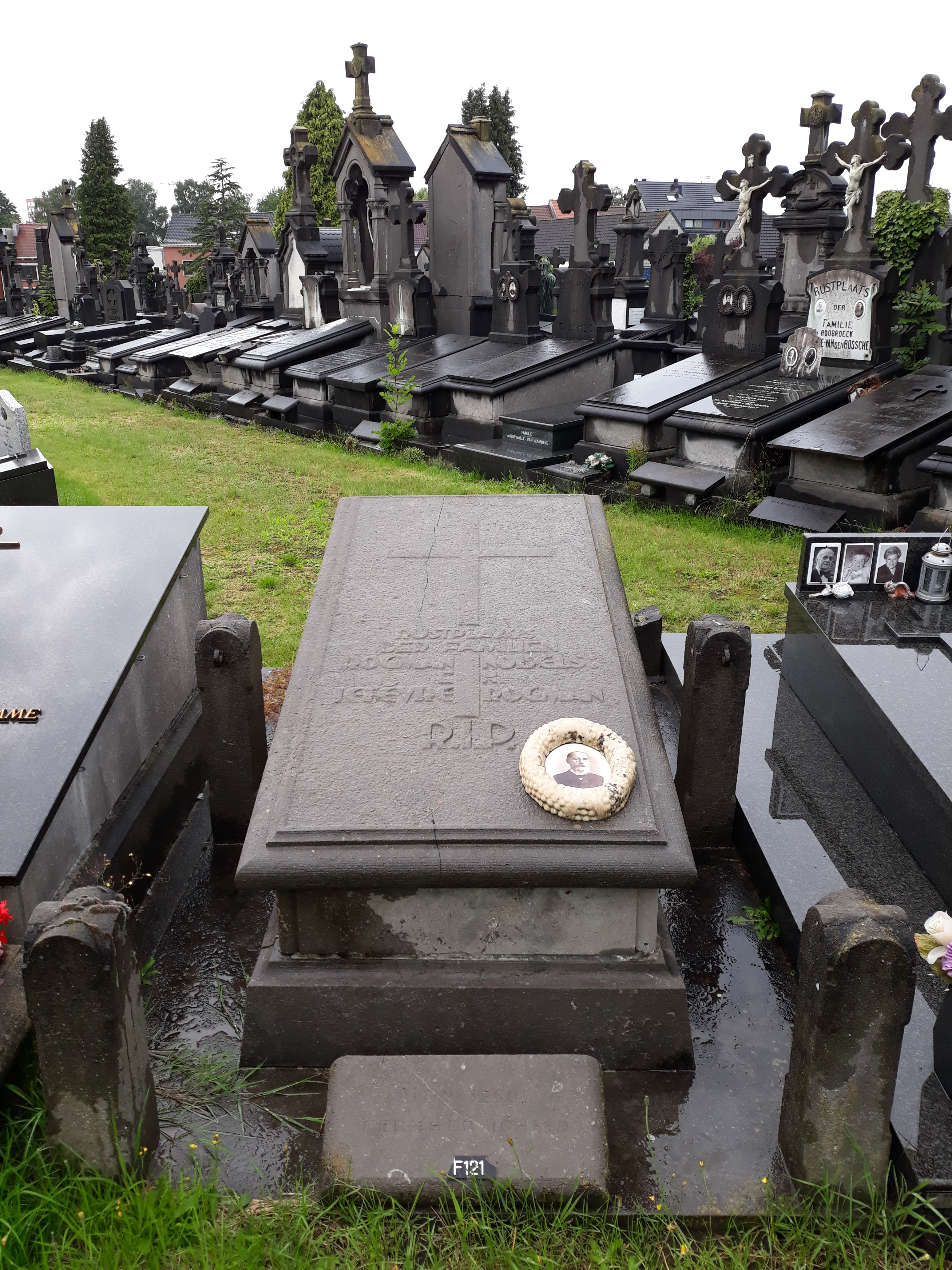
Das Grab von Théo Lefèvre im Familiengrab auf dem Friedhof Sint-Amandsberg in Gent

Théodore Joseph Albéric Marie Lefèvre (* 17. Januar 1914 in Gent; † 18. September 1973 in Woluwé-Saint-Lambert) war ein belgischer christdemokratischer Politiker und von 1961 bis 1965 Premierminister.

## Studium und Rechtsanwalt
Nach dem Studium der Rechtswissenschaften und der Promotion zum Doctor Iuris war er als Rechtsanwalt in Gent tätig.

## Abgeordneter, Minister und Senator
Von 1946 bis 1971 vertrat er die Christliche Volkspartei (CVP) in der Abgeordnetenkammer. Zwischen 1950 und 1961 war er zudem Vorsitzender der CVP. In diesem Amt wurde er von Paul Vanden Boeynants abgelöst. 1960 bis 1965 war er zudem Vorsitzender der Nouvelles Equipes Internationales (NEI), einer Vorläuferorganisation der Europäischen Volkspartei (EVP).
Bereits 1958 wurde ihm der Ehrentitel eines „Staatsministers“ verliehen. Von 1968 bis 1971 war er im dritten Kabinett von Gaston Eyskens zunächst Minister ohne Portefeuille mit besonderer Zuständigkeit für Wissenschaftsentwicklung und -Programme. Nach seiner Wahl in den Senat 1971 war er Staatssekretär für Wissenschaftsentwicklung und -Programme. 

## Premierminister 1961 bis 1965
Am 25. April 1961 wurde er als Nachfolger von Gaston Eyskens zum Premierminister gewählt.
Während seiner Amtszeit konnte es aufgrund einer wirtschaftlichen Hochkonjunktur unter anderem zu einem Ausbau der Universitäten, einer Steuerreform, einer Reform der Kranken- und Unfallversicherung sowie zu Verbesserungen des Jugendschutzes kommen. Darüber hinaus wurden während seiner Amtszeit Gesetze zur Verbesserung der öffentlichen Sicherheit und der parlamentarischen Stellung der Fraktionen erlassen. Zudem setzte sich Lefèvre für die Festsetzung der Sprachregionen sowie des Sprachkompromisses für die Hauptstadtregion Brüssel ein.
Am 28. Juli 1965 wurde er im Amt des Premierministers durch Pierre Harmel abgelöst.

## Hintergrundliteratur
- Wahlergebnisse 1946 bis 2003
- Auwera, Fernand: „Geen daden maar worden“ Interview mit Théo Lefèvre 1970